# James L. Alcorn

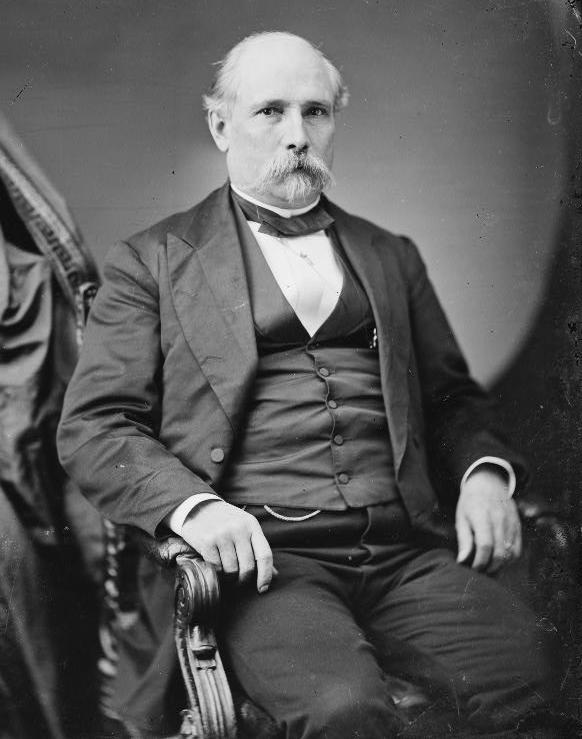
James L. Alcorn

James Lusk Alcorn (* 4. November 1816 bei Golconda, Pope County, Illinois-Territorium; † 19. Dezember 1894 in Jonestown, Mississippi) war ein US-amerikanischer Politiker und von 1870 bis 1871 Gouverneur des Bundesstaates Mississippi. Zwischen 1871 und 1877 vertrat er seinen Staat im US-Senat.

## Frühe Jahre
James Alcorn besuchte das Cumberland College in Kentucky. Zwischen 1839 und 1844 war er Deputy Sheriff im Livingston County. Im Jahr 1843 wurde er für eine Legislaturperiode in das Repräsentantenhaus von Kentucky gewählt. Nach einem Jurastudium und seiner 1844 erfolgten Zulassung als Rechtsanwalt zog er nach Delta im Panola County in Mississippi, wo er in seinem neuen Beruf arbeitete.

## Politischer Aufstieg
James Alcorn war zunächst Mitglied der Whigs. In den Jahren 1846, 1856 und 1857 saß er im Repräsentantenhaus von Mississippi. Zwischen 1848 und 1854 war er auch Mitglied im Staatssenat. Im Jahr 1856 bewarb er sich erfolglos um einen Sitz im US-Kongress. 1857 lehnte er eine Kandidatur für das Amt des Gouverneurs von Mississippi ab. Dafür wurde er 1858 Vorsitzender der Deichbaukommission und veranlasste den Bau der modernen Deichanlagen entlang der Flüsse des Staates Mississippi.  Alcorn war Sklavenhalter, sprach sich aber 1861 Alcorn gegen die Sezession seines Staates aus. Trotzdem wurde er während des Bürgerkriegs Brigadegeneral in der Armee der Konföderierten Staaten. Danach schloss er sich der Republikanischen Partei an und vertrat deren Standpunkte auch hinsichtlich der ehemaligen Sklaven, für deren Zukunft als freie Bürger er sich einsetzte. Im Jahr 1865 wurde er in den US-Senat gewählt, dort aber nicht zugelassen, weil der Staat Mississippi noch nicht wieder Mitglied der Union war.

## Gouverneur und US-Senator
Im Jahr 1869 wurde Alcorn zum Gouverneur seines Staates gewählt. Er trat sein Amt am 10. März 1870 an. In seiner Regierungszeit wurde das Bildungssystem verbessert. Unter anderem wurde ein Bildungsausschuss ins Leben gerufen und das Amt eines Schulministers geschaffen. Am 18. Januar 1870 wurde Alcorn in den US-Senat gewählt. Seine Amtszeit sollte am 4. März 1871 beginnen. Alcorn zog es aber vor, zunächst weiter als Gouverneur zu amtieren. Am 30. November 1871 trat er zurück und übernahm sein Mandat in Washington, wo er bis zum 3. März 1877 verblieb. Im Jahr 1873 bewarb er sich erfolglos um eine Wiederwahl als Gouverneur. Nach Ablauf seiner Zeit im Kongress arbeitete er wieder als Rechtsanwalt in Friar Point. James Alcorn starb im Jahr 1894 auf seiner Plantage Eagles’ Nest bei Jonestown. Er war zweimal verheiratet und hatte insgesamt zwei Kinder.